# Il diavolo a sette facce
Il diavolo a sette facce è un film del 1971 diretto da Osvaldo Civirani.

## Trama
Julie Harrison, donna in carriera residente ad Amsterdam, si rivolge all'avvocato Barton per chiedere l'apertura di una indagine sulla scomparsa di sua sorella gemella, Mary. Ben presto si scoprirà che Mary era entrata a far parte di una banda di criminali che, fra le altre cose, intendeva impossessarsi de Il Diavolo a Sette Facce, un prezioso diamante. A coadiuvare Julie nella ricerca della sorella è anche Tony Shane, uomo d'affari olandese. Fra Julie e Tony nasce una relazione ma, giorno dopo giorno, Julie si sente sempre più minacciata: uomini la inseguono, loschi individui la perseguitano con strane telefonate.
Più tardi si scoprirà che il capo della banda a cui Mary aveva aderito è proprio Tony che, assieme al complice James, ha messo le mani sul preziosissimo gioiello. Quando però il diamante viene analizzato con solerte attenzione, James e Tony, si rendono conto che altro non è che una copia dell'originale. I due uomini sospettano che Julie, d'accordo con l'avvocato Barton e con la sorella Mary, possa avere trafugato il prezioso.
In un crescendo di violenza, James viene eliminato da altri elementi della banda, causa regolamento di conti e, Tony, non riuscendo a ritrovare il vero diamante cerca di torturare ed uccidere Julie, convinto di un suo coinvolgimento nell'opera di depistaggio ed occultamento del vero prezioso. Inseguita dall'uomo, Julie si rifugia in una zona isolata di campagna e, braccata sempre più da vicino, si mette alla guida di un trattore per mezzo del quale, seppur involontariamente, uccide Tony, investendolo nel tentativo di fuggire.
Julie si imbarca sul primo aereo disponibile allo scopo di raggiungere Londra. Ad attenderla in aeroporto vi è proprio l'avvocato Barton, che ha scoperto la verità: Julie Harrison era morta per cause naturali qualche mese prima e colei che tutti credono Julie, altri non è che Mary. Quest'ultima, dopo la morte della sorella Julie (avvenuta nella loro casa di famiglia), si era sostituita a lei, allo scopo di avvicinare Tony e James, suoi compagni della banda criminale e, senza essere troppo sorvegliata, con l'intenzione di impossessarsi del prezioso diamante. Riuscitaci, aveva nascosto il prezioso in un pacchetto di sigarette, poi rinvenuto dall'avvocato Barton. Mary e l'avvocato partono infine insieme per Londra, promettendo di dividersi il ricavato della vendita del gioiello, ma nessuno dei due sa che il gioiello in loro possesso è anch'esso un falso.